# Ostrowiec (rejon wilejski)
Ostrowiec – część wsi Założyno na Białorusi, w obwodzie mińskim, w rejonie wilejskim, w sielsowiecie Dołhinów.
Dawniej samodzielna kolonia i folwark.

## Historia
W czasach zaborów w granicach Imperium Rosyjskiego.
W latach 1921–1945 wieś a następnie kolonia leżała w Polsce, w województwie nowogródzkim (od 1926 w województwie wileńskim), w powiecie duniłowickim (od 1926 w powiecie wilejskim), w gminie Budsław.
Powszechny Spisu Ludności z 1921 roku wymienia tylko folwark Ostrowiec. Zamieszkiwało tu 38 osób, 34 były wyznania rzymskokatolickiego a 4 prawosławnego. Jednocześnie 17 mieszkańców zadeklarowały polską przynależność narodową a 21 białoruską. Było tu 10 budynków mieszkalnych. W 1931 wymieniono kolonię oraz folwark Ostrowiec. Kolonię w 2 domach zamieszkiwało 11 osób, a folwark w 3 domach 18 osób.
Miejscowość należała do parafii rzymskokatolickiej w Budsławiu. Podlegała pod Sąd Grodzki w Krzywiczach i Okręgowy w Wilnie; właściwy urząd pocztowy mieścił się w Budsławiu.